# Libertad (Misamis Oriental)
Libertad ist eine philippinische Stadtgemeinde in der Provinz Misamis Oriental. Sie hat 12.354 Einwohner (Zensus 1. August 2015). In der Gemeinde liegt ein External Study Center der Bukidnon State University. Teile des Initao-Libertad Protected Landscape/Seascape liegen auf dem Gebiet der Gemeinde.

## Baranggays
Libertad ist politisch in neun Baranggays unterteilt.
- Dulong
- Gimaylan
- Kimalok
- Lubluban
- Poblacion
- Retablo
- Santo Niño
- Tangcub
- Taytayan